# Airforce Delta Strike
Airforce Delta Strike, conocido como
Airforce Delta: Blue Wing Knights (エアフォースデルタ ブルーウィングナイツ Eafōsuderuta burūu~ingunaitsu?, "Airforce Delta: Los Caballeros del Vuelo Azul") en Japón y Deadly Skies III en Europa, es la tercera entrega de la serie Airforce Delta de Konami. Fue lanzada en 2004 exclusivamente para PlayStation 2. Juega muy similar a los juegos anteriores de Airforce Delta.

## Trama
La trama del juego se desarrolla en un futuro indeterminado, con armas, aviones y entornos de ciencia ficción. Cuando la OCC (Comunidad Ciudadana Orbital), una colonia espacial situada en la órbita terrestre, se rebela y lanza una invasión a la Tierra, las EDAF (Fuerzas Aliadas de Defensa Terrestre) emprenden una campaña defensiva. Al principio de la guerra, las EDAF se ven superadas por la superioridad numérica y armamentística de la OCC, perdiendo la mayoría de sus fuerzas convencionales y viéndose obligadas a reclutar a cualquier milicia para ayudar, incluyendo al Escuadrón Delta, un grupo de ataque aéreo de mala fama conocido como un vertedero de pilotos deshonrados o inadaptados. A pesar de sus diferencias, los esfuerzos del Escuadrón Delta permiten a las EDAF cambiar el rumbo y liberar partes de la Tierra ocupadas por la OCC, lo que les granjea la atención y la rivalidad del escuadrón experimental de élite de la OCC. A medida que la marea comienza a cambiar y las fuerzas de la Tierra avanzan, descubren que OCC no es la principal amenaza: una organización de Marte planea destruir la Tierra con la ayuda de la colonia orbital.

## Jugabilidad
AFDS ofrece una amplia selección de aviones y una serie de misiones. Sin embargo, a diferencia de las entregas anteriores, AFDS presenta un nuevo elenco de personajes de estilo anime, ilustrados por Jun Tsukasa. Algunos son jugables y otros solo sirven como apoyo. Cada personaje tiene una selección única de aviones para pilotar y una rama diferente de misiones para completar. Completar algunas misiones desbloquea misiones secretas y aviones ocultos para volver a jugar.
Al completar el juego, se activa un hangar secreto. A medida que se completa el juego y se ganan medallas, se activan más aviones secretos.

## Personajes Desbloqueables
He aquí los personajes como naves de Konami que se deben Desbloquear :
- Vic Viper (Gradius)
- MX5000 (Flak Attack)
- Jerry Mouse (A-JAX)
- Falsion (Falsion)
- Blue Thunder M-45 (Thundercross)
- Twinbee (Twinbee)
- Quarth (Quarth)
- Sunfish (Space Manbow)
- S-Fighter (Trigon)
- Axelay (Axelay)
- Flintlock (Xexex)
- AuraWing (Crisis Force)
- Penta (Yume Penguin Monogatari)
- Poly (Tobe! Polystars)

## Recepción
El juego recibió críticas "promedio" según el sitio web de agregación de reseñas Metacritic. En Japón, Famitsu le otorgó una puntuación de un siete, dos ochos y un seis, para un total de 29 sobre 40. Henry Ernst, de GamePro Alemania, criticó que el juego no es divertido y que "el avión multimillonario se maneja como un ganso salvaje al que le han lanzado una carga de perdigones en el estómago, con extrema reticencia".Atomic Dawg, de la versión estadounidense de GamePro , sin embargo, comentó: "Los gráficos son nítidos y limpios en general, y el juego presenta muchas tomas impecables de aviones y hermosos horizontes".